# Vaux-sous-Aubigny
Vaux-sous-Aubigny ist eine ehemalige französische Gemeinde mit zuletzt 690 Einwohnern (Stand: 1. Januar 2013) im Département Haute-Marne in der Region Grand Est. Die Einwohner werden Vauxois genannt.
Mit Wirkung vom 1. Januar 2016 wurden die Gemeinden Prauthoy, Montsaugeon und Vaux-sous-Aubigny zu einer Commune nouvelle mit dem Namen Le Montsaugeonnais zusammengelegt.

## Geographie
Vaux-sous-Aubigny liegt etwa 51 Kilometer südlich von Chaumont.
Durch den Ort führen das Flüsschen Badin sowie die frühere Route nationale 74 (heutige D974).

## Bevölkerungsentwicklung
| Jahr                       | 1962 | 1968 | 1975 | 1982 | 1990 | 1999 | 2006 | 2013 |
| Einwohner                  | 470  | 531  | 506  | 544  | 663  | 705  | 662  | 690  |
| Quellen: Cassini und INSEE |      |      |      |      |      |      |      |      |

## Sehenswürdigkeiten
- Kirche Saint-Symphorien aus dem 12./13. Jahrhundert in Aubigny sur Badin

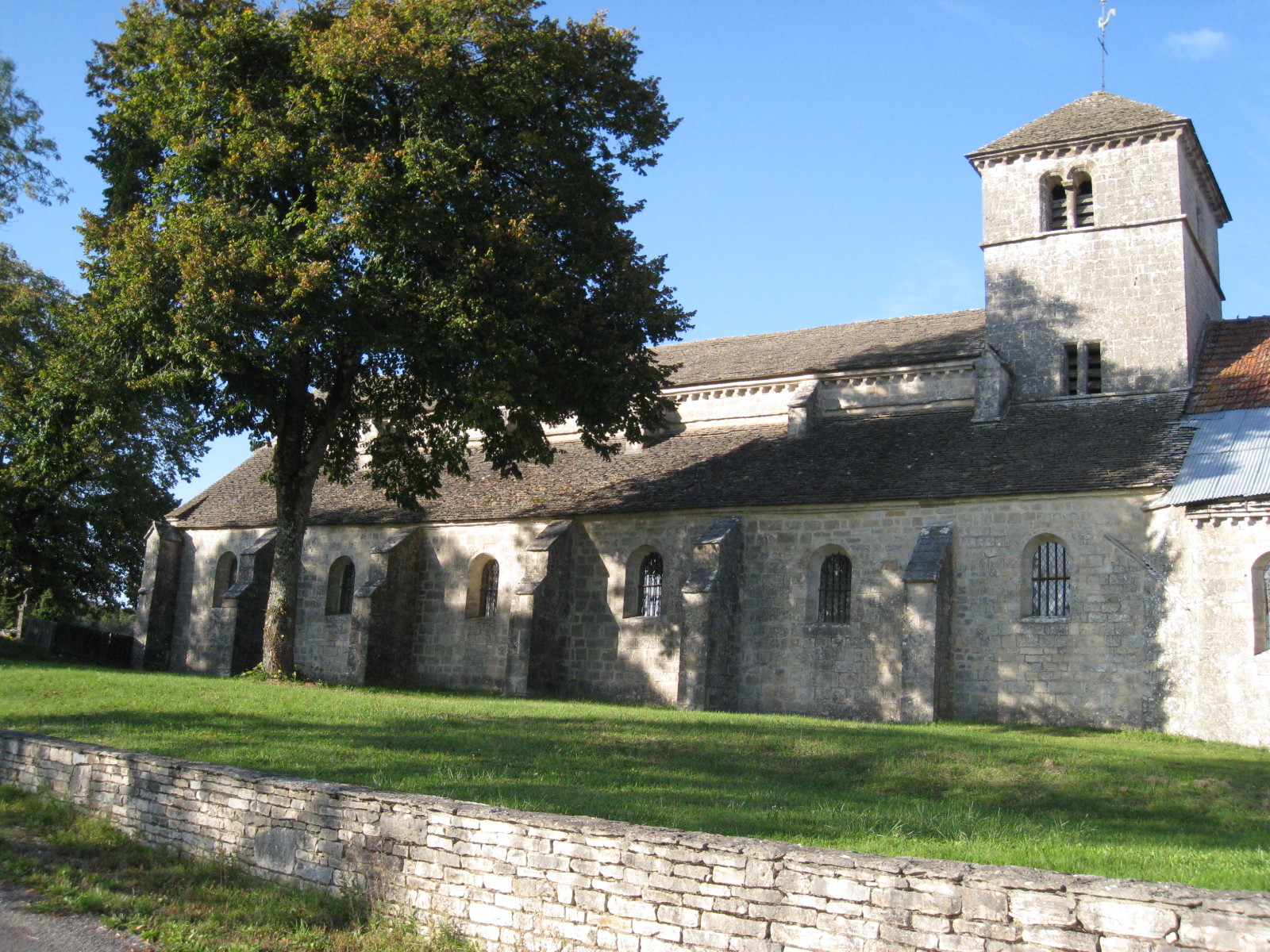
Kirche Saint-Symphorien

## Persönlichkeiten
- Charles Dadant (1817–1902), Bienenzüchter